# O Imperador do Sorvete
O Imperador do Sorvete (no original, The Emperor of Ice-Cream) é um celebrado poema do primeiro livro de Wallace Stevens, Harmonium. Publicado em 1922 (e, portanto, de domínio público), o poema "veste um uniforme deliberadamente comum", como o autor escreveu em uma carta, "e, ainda assim, me parece conter algo do essencial espalhafato da poesia; é por essa razão que gosto dele."
O livro de Helen Vendler, Wallace Stevens: Palavras Escolhidas pelo Desejo, inclui uma notável explanação em prosa do poema, cuja conclusão é a reflexão sobre a escolha forçada entre a crueza da morte e a ganância animal da vida. Kenneth Lincoln descreveu-o como uma "pequena vinheta nonsense". Stevens escreveu que "um poema deve resistir à inteligência / E ser quase bem-sucedido nisso". Não que Stevens entendesse seu ofício como uma obra amadora, e o leitor como um observador passivo:  
"(...) aquilo que tem sua origem na imaginação ou nas emoções muitas vezes toma uma forma ambígua e incerta. Não é possível relacionar um único sentido racional a tais coisas sem destruir a ambiguidade imaginativa ou emocional, ou a incerteza inerente a ela, e é por isso que os poetas não gostam de explicar. O fato que os sentidos dados por outros são às vezes sentidos não planejados pelo poeta ou que nunca estiveram presentes em sua mente não os impossibilita de serem sentidos tão ou mais plausíveis"
Fazendo uma analogia com a Quinta Sinfonia de Mahler, Stevens continua, "o todo contem qualquer sentido que leitores sensíveis e imaginativos possam encontrar. Não é preciso de muito para experimentar a variedade em tudo. O poeta, o músico, ambos possuem sentidos explícitos mas expressam-nos nas formas em que tomam e não na explanação."
O compositor Roger Reynolds escreveu uma dramatização vanguardista e multimídia do poema, para oito solistas, piano, percussão e cordas em 1961.
Ken Nordine, poeta beat e criador de uma forma estilística conhecida como word jazz, gravou uma reedição do poema ao som de música circense no seu álbum de 1994, Upper Limbo.